# Foire des Maîtres de l'art
La Foire des Maîtres de l'art (Feria Maestros del Arte) une organisation à but non lucratif qui organise chaque année un événement de trois jours pour soutenir l'artisanat et l'art populaire mexicain à Chapala, dans l'état de Jalisco, au Mexique. Contrairement à d'autres foires de ce type, les participants invités n'ont pas à payer de frais de kiosque ou de pourcentage, et peuvent même être transportés et logés chez des familles de la région. Elle est passée de treize participants à plus de quatre-vingts, et l'organisation est légalement reconnue au Mexique et aux États-Unis.

## L'organisation
La Foire des Maîtres de l'art est un événement annuel et un organisme à but non lucratif dédié à l'artisanat mexicain et à l'art populaire. En tant qu'organisation, elle est reconnue au Mexique et aux États-Unis. L'objectif principal est de soutenir l'existence continue de l'art populaire mexicain, qui est en train de disparaître dans de nombreux endroits en raison de la migration et de l'industrialisation. Les bénévoles travaillent à la recherche d'artisans, à la collecte de fonds, au montage, au démontage et à toutes les opérations durant l'événement.

## L'événement

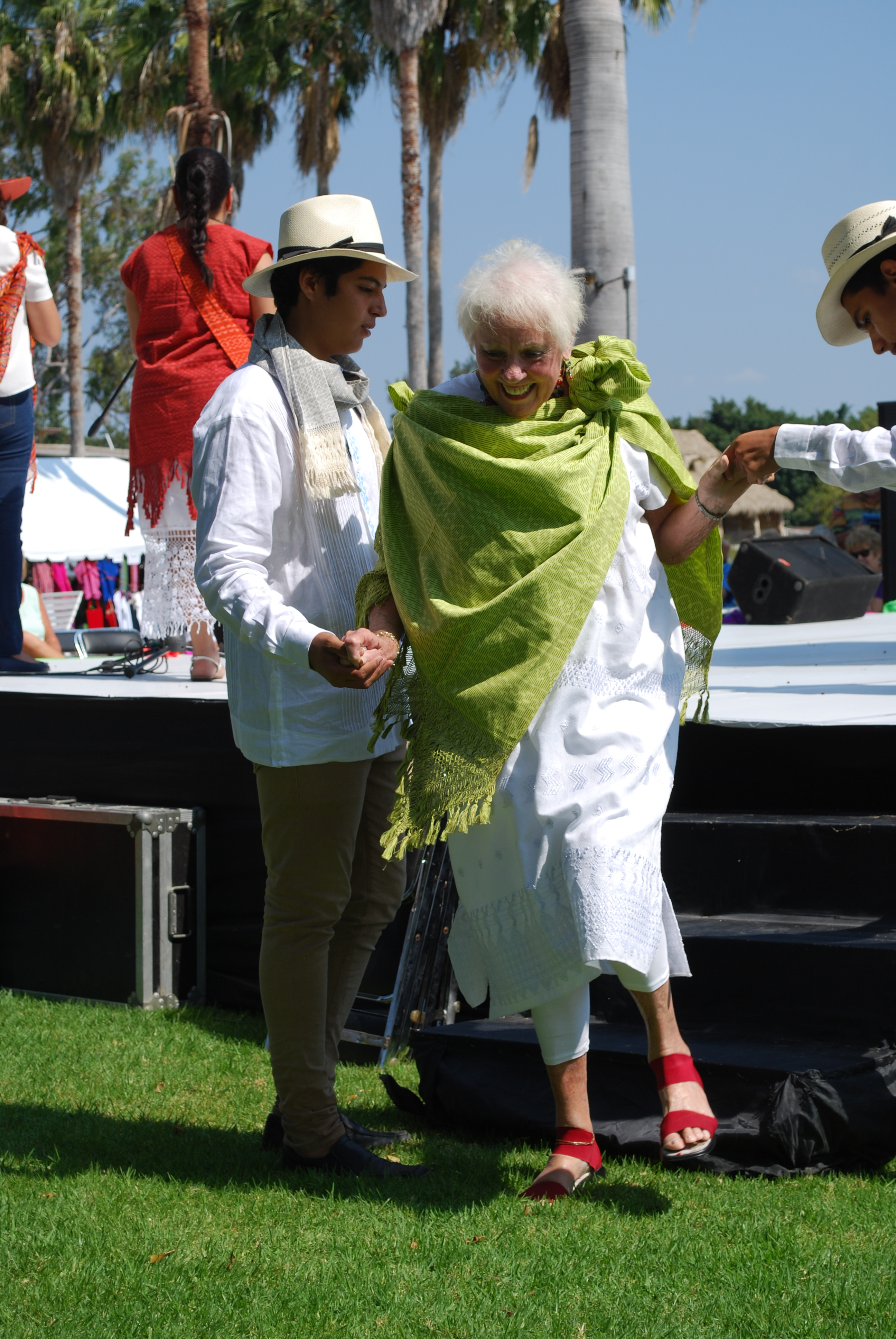
Participant au défilé 2015 qui sort de la scène

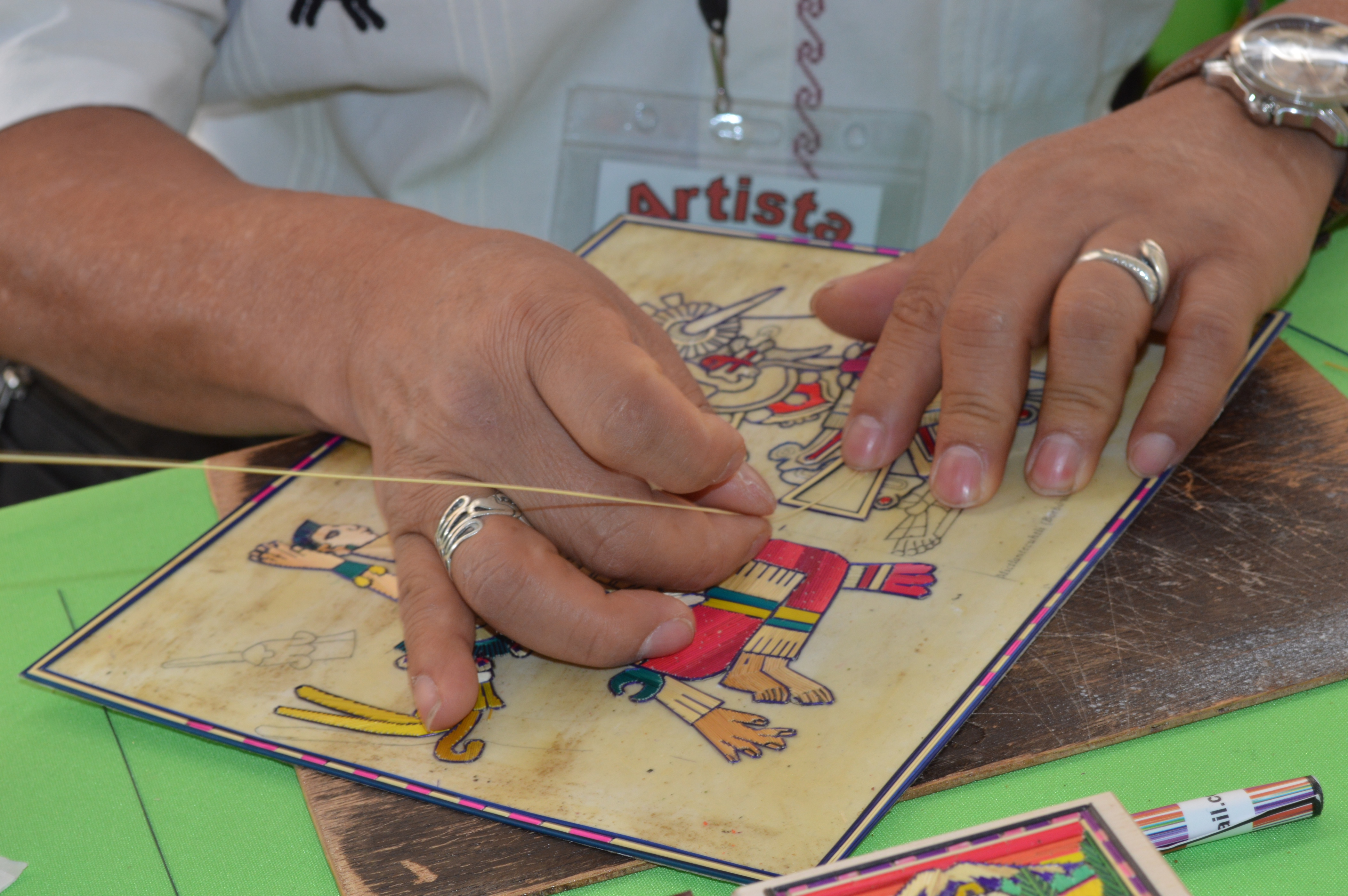
Roberto D. Mejia fait une démonstration de mosaïque de paille à la foire.

La foire a lieu chaque année au Chapala Yacht Club à Chapala, dans l'état de Jalisco. Cette ville est réputée pour sa position sur le lac de Chapala et abrite de nombreux retraités américains et canadiens qui y vivent ou y passent l'hiver.
Il s'agit d'un événement de trois jours qui a lieu tous les mois de novembre et dont l'attraction principale est les étals de marchandises mises en vente par des artisans mexicains. En 2015, plus de 80 artisans de divers états mexicains, en particulier du Chiapas, d'Oaxaca, du Michoacán et du Jalisco, y participent. Cependant, il y a eu des représentants d'aussi loin au nord que Chihuahua et au sud jusqu'au Yucatán,,. Les produits varient de nombreux types de poterie tels que bruñido ou le petallillo du Michoacán, des recréations de pièces préhispaniques, du papier d'amate, des alebrijes d'Oaxaca, des meubles en osier, des poupées, des personnages de Catrina et de nombreux textiles, surtout d'Oaxaca et de Chiapas,. Jusqu'à présent, l'événement est très populaire auprès des acheteurs étrangers, qu'ils habitent ou visitent le Mexique, mais il attire aussi un certain nombre d'acheteurs mexicains. Beaucoup d'acheteurs sont des collectionneurs d'art populaire,.
Les artisans qui participent sont invités par l'organisation et changent chaque année. Ils sont contrôlés par des représentants de la foire, avec des visites aux ateliers pour voir ce qui est fait, la qualité et s'assurer que les produits sont fabriqués par les artisans eux-mêmes. Certains sont déjà bien connus dans les milieux de l'art populaire mexicain, comme ceux qui figurent dans des œuvres telles que les « Grands Maîtres de l'art populaire mexicain », mais d'autres sont totalement inconnus,. Certaines sont des familles qui font ce métier depuis des générations,. Comme le but est de soutenir les artisans, les participants n'ont pas à payer de frais de kiosque ou un pourcentage des ventes. Le transport des artisans est également pris en charge par l'organisation, ils sont hébergés par des familles bénévoles dans leurs maisons. Ces familles sont pour la plupart des expatriés vivant à Chapala et dans ses environs, et elles fournissent non seulement des lits, mais aussi de la nourriture et des débouchés sociaux,, . L'organisation affirme qu'elle aide à créer des liens interculturels et, pour beaucoup d'artisans, leur premier contact avec le monde extérieur à leur foyer. Certains de ces artisans sont analphabètes et beaucoup n'ont jamais quitté leur ville natale.
La foire comprend également des événements musicaux, des spectacles de danse, des dégustations d'aliments et de boissons et a des conférences d'experts en art populaire tels que Marta Turok, Susana Valadez et Marc Navarro. Il y a également des expositions de fabrication d'objets et des défilés de mode pour souligner l'importance des vêtements traditionnels
.

## Histoire
L'idée de la foire est venue de Marianne Carlson, une expatriée américaine vivant à Chapala, Jalisco, qui a visité 17 villages artisanaux autour du lac de Patzcuaro en 2002. C'est là qu'elle découvre des traditions artisanales inconnues de la plupart des gens, et qui ne sont vendues que dans les marchés et les foires locales,,.
Elle décide d'organiser une foire d'artisanat et d'art populaire à Chapala plus tard la même année, avec la participation de treize artisans, . L'idée originale est de commencer comme une entreprise, mais après le premier événement, Carlson décide de ne pas le faire,.
Depuis ses débuts, l'événement prend de l'ampleur, tant au niveau des bénévoles que des artisans participants, ayant accueilli des artisans de seize des 32 entités fédérales du Mexique,. L'association Feria devient une association à but non lucratif en 2008.
En 2012, le groupe sponsorise la fabrication d'une alebrije géante en carton d'Alejandro Camacho de Xochimilco pour le défilé des alebrijes de Mexico la même année,.